# イングナ・フレイ
イングナ・フレイ（イングナル・フレイとも）(Ingunar-Freyr)は、北欧神話において言及される概念。
フォン・フリーセンはイングナ・フレイを「イング神（=フレイ神）を崇拝する子孫の神」、すなわちフレイ神そのものをトートロジー的に指す表現であるとするが、諸説があり定まっていない。古英語による叙事詩『ベーオウルフ』では酷似した表現フレーァ・イングウィーナ(frea Ingwina)がデネの王フロースガールの呼称として用いられているが、これがイングナ・フレイと同一視できるかについてもやはり統一された見解はない。

## 記述

### ロキの口論
フレイ「狼は、神々が滅びるまで、河口に縛られたまま横になっている。もう口をつぐまんと今度はお前が縛られる番だぞ、この災いの鍛冶屋め」

ロキ「ギュミルの娘を黄金で買い、あんなふうに剣をやって仕舞って。ムスペルの子供たちが、ミュルクヴィズをこえて、やってきたら、どうやって戦ったらいいか、分かるまい。みじめなやつだ」

ビュグヴィル「よいか、もし、わしがイングナ・フレイのように生れが良く、何不自由ない身の上だったら、この災い鴉め、貴様の骨の髄を粉々にして、手足はバラバラにして打ち砕いてやるところだ」

ロキ「そこで尻尾を振って、クンクン鼻を鳴らしているチビは誰だ。お前はいつもフレイの耳の中に隠れたり、石臼の下でペチャペチャ喋っているんだろ」

### ベーオウルフ
英明な人イングヴィネの君主に対しこの武人ことばを掛ける

御心満たす心地よき夜を過ごされたかと